# Schwenheim
 Schwenheim (en alsacià Schwäne) és un municipi francès, situat a la regió del Gran Est, al departament del Baix Rin. L'any 2004 tenia 684 habitants. Limita a l'est amb Furchhausen, al sud-est amb Wolschheim, al sud amb Lochwiller, al sud-est amb Marmoutier i a nord-oest amb Otterswiller.
Forma part del cantó de Saverne, del districte de Saverne i de la Comunitat de comunes del Pays de Saverne.

## Demografia
| 1962 | 1968 | 1975 | 1982 | 1990 | 1999 |
| ---- | ---- | ---- | ---- | ---- | ---- |
| 586  | 594  | 587  | 562  | 568  | 628  |

## Administració
| Període | Identitat      | Partit |
| ------- | -------------- | ------ |
| 2001-   | Gérard Schalck |        |